# Яр Козіївський
Яр Козіївський — балка (річка) в Україні у Краснокутській селищній громаді Богодухівського району Харківської області. Права притока річки Мерли (басейн Дніпра).

## Опис
Довжина балки приблизно 7,37 км, найкоротша відстань між витоком і гирлом — 6,42  км, коефіцієнт звивистості річки — 1,15 . Формується декількома балками та загатами. На деяких ділянках балка пересихає.

## Розташування
Бере початок у селі Козівївка. Тече переважно на південний схід через село Городнє і впадає у річку Мерлу, ліву притоку річки Ворскли.

## Притоки
Яр Городницький - бере початок на східній околиці села Козіївка, тече на південь і впадає у яр Козіївський у селі Городнє неподалік від його гирла.

## Цікаві факти
- На лівому березі балки у селі Городне розташовані Співочі тераси[4].
- У селі Городне балку перетинає автошлях Т 1702[3] (територіальний автомобільний шлях в Україні, від перетину з Н12 через Краснокутськ — Богодухів. Проходить територією Котелевського району Полтавської області, Краснокутського та Богодухівського районів Харківської області.).
- У XX столітті на балці існували газгольдер та газова свердловина[2], а у XIX столітті — один водяний та багато вітряних млинів[1].